# Jacqueline Curtet
Jacqueline „Jacky” Curtet, po mężu Frechet (ur. 9 maja 1955 w Tuluzie) – francuska lekkoatletka, specjalistka skoku w dal i sprinterka, trzykrotna medalistka uniwersjad.
Zajęła 4. miejsce w sztafecie 4 × 100 metrów i 5. miejsce w skoku w dal na mistrzostwach Europy juniorów w 1973 w Duisburgu.
Zdobyła brązowy medal w sztafecie 4 × 100 metrów (która biegła w składzie: Cécile Cachera, Danielle Camus, Curtet i Rose-Aimée Bacoul) i zajęła 8. miejsce w skoku w dal na uniwersjadzie w 1975 w Rzymie. Zajęła 3. miejsce w skoku w dal w finale Pucharu Europy w 1975 w Nicei. Zajęła 6. miejsce w skoku w dal na halowych mistrzostwach Europy w 1976 w Monachium i 8. miejsce w tej konkurencji na halowych mistrzostwach Europy w 1977 w San Sebastián.
Zwyciężyła w skoku w dal na uniwersjadzie w 1977 w Sofii. Zajęła 4. miejsce w tej konkurencji na halowych mistrzostwach Europy w 1978 w Mediolanie i 9. miejsce na mistrzostwach Europy w 1978 w Pradze.
Zdobyła brązowy medal w sztafecie 4 × 100 metrów (w składzie: Odile Madkaud, Curtet, Marie-Pierre Philippe i Chantal Réga) na uniwersjadzie w 1979 w Meksyku. Odpadła w eliminacjach biegu na 60 metrów na  halowych mistrzostwach Europy w 1980 w Sindelfingen.
Curtet była mistrzynią Francji w skoku w dal w 1974 i 1978, wicemistrzynią w tej konkurencji w 1976 i 1977 oraz brązową medalistką w 1975. W hali była mistrzynią Francji w skoku w dal w latach 1973, 1976–1979 i 1981, wicemistrzynią w jej konkurencji w 1975 oraz brązową medalistką w biegu na 60 metrów w 1980 i w skoku w dal w 1974.
Trzykrotnie poprawiała rekord Francji w skoku w dal do wyniku 6,62 m (uzyskanego 23 lipca 1978 w Paryżu) i dwukrotnie w sztafecie 4 × 100 metrów do czasu 43,77 s (12 września 1979 w Meksyku).
Jej matka Yvonne Curtet była również lekkoatletką, specjalizującą się w skoku w dal, olimpijką z 1948 i 1952.